# Osservatorio di Bergisch Gladbach
L'Osservatorio di Bergisch Gladbach è un osservatorio astronomico situato a Bergisch Gladbach, Germania. Nel periodo dal 1995 al 2009, sono stati scoperti 397 asteroidi, che hanno ricevuto altrettante designazioni permanenti. Le osservazioni sono state effettuate con un telescopio riflettore da 60 cm con rapporto focale f 5.2 + CCD.